# Club Deportivo Independiente Miraflores
El Club Deportivo Independiente Miraflores, también conocido como DIM o DIM de Miraflores, es un club de fútbol del distrito de Miraflores, en la ciudad de Lima, Perú. Fue fundado en 1983 y participa en la Copa Perú.

## Historia
Deportivo Independiente de Miraflores fue fundado el 30 de agosto de 1983. En 2008 el club clasificó a cuartos de final en el Interligas de Lima, instancia en la que fue derrotado por Sporting Ermitaño de Independencia.

### Copa Perú 2009 - 2015
En la Copa Perú 2009, el club clasificó a la Etapa Nacional, pero fue eliminado por el Tecnológico de Pucallpa.
En el año 2011 sería subcampeón del Interligas de Lima por detrás de Pacífico FC. Ya en la Etapa Departamental de Lima, clasificaría a la semifinal eliminando a Pacífico FC, pero el equipo rosado hizo un reclamo aduciendo que el equipo albo utilizó al jugador Raúl Maguiña, que estaba inhabilitado de jugar por acumular 3 tarjetas amarillas, con lo cual el equipo rosado clasificó a semifinales de la Etapa Departamental de Lima y DIM se regresaría a jugar desde su Liga Distrital a partir del 2012.
En 2012, DIM fue campeón de la Liga Distrital de Miraflores y subcampeón del Interligas de Lima Metropolitana, donde clasificó a la Etapa Departamental. Fue eliminado en segunda fase por Estudiantes Mina Condestable.
En septiembre de 2015, se consagró campeón de la Liga Departamental de Lima tras vencer a Defensor Laure Sur de Chancay, accediendo a la etapa nacional y debutando en esta el 12 del mismo mes ante Juventud La Perla del Callao con el marcador favorable de 3-0. Fue eliminado en cuartos de final por el club piurano Defensor La Bocana con el marcador global de 4-2. Para la temporada 2016 el club no jugó en la primera división de Miraflores, ya que tenía su pase (del torneo pasado de la etapa nacional) a jugar directamente a la etapa Departamental de Lima. Tras superar esta fase llegó a la Etapa Nacional de la Copa Perú 2016 donde fue eliminado en segunda ronda por Octavio Espinoza.
Participó de la Copa Perú 2021 donde fue eliminado en la Fase 1 del torneo por Maristas Huacho con el que perdió en la ida 1-2 como local y empató 2-2 como visitante.

## Uniforme
- Uniforme titular: Camiseta blanca, pantalones y medias blancas.
- Uniforme alternativo: Camiseta azul marino, pantalones y media azul marino.

### Evolución del uniforme

#### Titular
| 2009 | 2010-2012 | 2012 - 2014 | 2015 | 2015 | 2016 |  |

#### Alternativo
| 2011 | 2012 - 2014 | 2015 | 2015 | 2016 |

### Indumentaria y patrocinador
| Periodo           | Patrocinador |
| ----------------- | ------------ |
| 2009-2012         | New Athletic |
| 2012-2014         | Umbro        |
| 2015 (Titular)    | New Life     |
| 2015 (Alterna)    | Umbro        |
| 2016 - Actualidad | Walon        |

| Periodo   | Patrocinador     |
| --------- | ---------------- |
| 2011      | New Athletic     |
| 2012      | Norky's          |
| 2012-2014 | Reuma Sol        |
| 2015-2016 | Sin patrocinador |

## Entrenadores
- Víctor Joya (1983)

## Fútbol playa
En enero del 2013, DIM participó en el Torneo Metropolitano de Fútbol Playa, organizado por la Comisión Nacional de Futsal y Fútbol Playa.
En su primer encuentro, por cuartos de final, venció por 4-3 a la Universidad Alas Peruanas.
En la siguiente ronda cayó por 2-5 ante Ferrocarril Soccer Beach, por lo que tuvo que jugar el partido por el tercer puesto.
Su participación acabó con una derrota ante Cabitos, lo que le dio el cuarto lugar.

## Filiales

### Club Asociación Deportiva Miraflores F.C.
La directiva del DIM creó en el 2009, el  Asociación Miraflores F.C. (también denominado A.D. Miraflores F.C. o simplemente Miraflores F.C.). Este club que es el equipo filial del DIM, donde se prueba a jóvenes jugadores para formarlos dentro de la liga de Miraflores. Desde 2010 hasta 2017 club participó en la primera división distrital. El  A.D. Miraflores F.C. se coronó campeón de la Liga de Miraflores el 2010, accediendo a participar en el torneo de Interligas de Lima de ese año.
La indumentaria del equipo es igual a la del DIM.
Para el año 2016, A.D. Miraflores F.C. logra el campeonato de la serie B de Miraflores. Se enfrenta contra Juventud Francia y pierde por penales por 4 - 5. Con ello, su oportunidad de pasar a las Interligas. El club logra posicionarse en el quinto puesto de la liga, sin chances de participar en el torneo de Interligas de Lima, en el 2017. Para la temporada 2018, la directiva del DIM vende la categoría del club Asociación Deportiva Miraflores F.C. al Club Aurora Miraflores. Por lo tanto, desciende a la Segunda División Distrital.

## Palmarés

### Torneos regionales
| Competición regional                | Títulos                                                           | Subcampeonatos    |
| ----------------------------------- | ----------------------------------------------------------------- | ----------------- |
| Etapa Regional - Región IV (1/0)    | 2009.                                                             |                   |
| Liga Departamental de Lima (3/1)    | 2015.                                                             | 2009, 2016, 2019. |
| Interligas de Lima (4/2)            | 2009, 2013, 2015, 2019. (Récord)                                  | 2011, 2012.       |
| Liga Distrital de Miraflores (11/0) | 2003, 2009, 2011, 2012, 2013, 2014, 2015, 2017, 2018, 2019, 2022. |                   |

## Anexos
1. ↑  Los 16 expedientes
2. ↑  DIM: Mirándola de cerca
3. ↑  Dechalaca.com, ed. (2011). «Oleado y sacramentado». Consultado el 16 de septiembre de 2011.
4. ↑  Torneo Metropolitano de Fútbol Playa: Cuartos de Final
5. ↑  Torneo Metropolitano de Fútbol Playa: Semifinales